# L'assassinio di mia zia
L'assassinio di mia zia (titolo originale The Murder of my Aunt) è un romanzo poliziesco del 1934 dello scrittore britannico Richard Hull. Nel 1987 il critico e scrittore H. R. F. Keating ha inserito The Murder of my Aunt nella lista dei 100 migliori gialli letterari.

## Trama
Il giovane Edward Powell, sottoposto fin da bambino alla tirannica custodia della zia Mildred, decide che è finalmente arrivato il momento di sbarazzarsi di questa presenza opprimente ed abbandonare per sempre la campagna gallese con il patrimonio ereditato. Il progetto di omicidio prende forma nella mente di Edward, che studia tutti i dettagli, fino a che arriva il fatidico giorno in cui l'auto della zia finisce fuori strada e precipita in una scarpata.
Incredibilmente la zia riesce ad uscire quasi indenne da questo incidente, ma il giovane non si dà per vinto e ricomincia ad elaborare nuovi e migliori piani per mettere a segno il delitto perfetto.

## Edizioni
- Richard Hull (scrittore), L'assassinio di mia zia, traduzione di Marilena Caselli, collana Il Giallo Mondadori, n. 2308, Mondadori, 1993,  p. 159. - I Classici del Giallo Mondadori n.1397,  Mondadori, Milano, giugno 2017.